# Serce płucne
Serce płucne (łac. cor pulmonale) – przerost albo rozstrzeń mięśnia prawej komory serca u chorych na nadciśnienie płucne, spowodowany głównie chorobami płuc, takimi jak:
- przewlekła obturacyjna choroba płuc
- astma oskrzelowa
- rozstrzenie oskrzeli
- zapalenie płuc
- pylica płuc[1]
- nowotwory płuc
- gruźlica[1]
- zatorowość naczyń płucnych
- mukowiscydoza.

Rozróżnia się dwie podstawowe postacie serca płucnego:
- ostre serce płucne
- przewlekłe serce płucne.